# Saloum Faal
Saloum Faal (* 10. Oktober 1994 in Serekunda) ist ein gambischer Fußballspieler.

## Karriere

### Verein
Faal startete seine aktive Karriere in der Jugend des NPE Sukuta, in seiner Geburtsstadt Serekunda. Im Frühjahr 2011 verließ er seinen Jugendverein und wechselte zum Gambia Ports Authority FC, wo er im März 2012 in die GFA League First Division aufrückte. Nachdem er sich in seiner ersten Saison zum Leistungsträger entwickelte, wechselte er im Januar 2013 auf Leihbasis zum Senegalesischen Verein Casa Sports. 2015 ging er nach Finnland und spielt doch noch heute (Stand Juni 2023).

### Nationalmannschaft
Im Januar 2011 spielte er für die Gambische U-17 Fußballnationalmannschaft den U17-Afrika-Cup in Ruanda, scheiterte aber mit dem Team in der Vorrunde. Am 10. Dezember 2012 wurde Faal erstmals in die Gambische Fußballnationalmannschaft berufen und feierte im Freundschaftsspiel gegen die Angolanische Fußballnationalmannschaft am 15. Dezember 2012 sein A-Länderspieldebüt. Seither lief er in vier offiziellen FIFA A-Länderspielen für sein Heimatland Gambia auf.